# Affaire des piastres

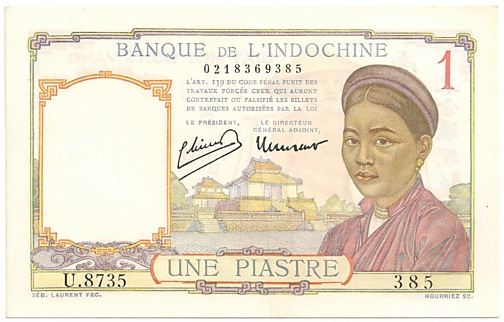
Billet de 1 piastre indochinoise, série 1949.

L'affaire des piastres, trafic de piastres ou scandale des piastres est un scandale financier et politique de la Quatrième République né dans le contexte de la guerre d'Indochine. Après avoir contribué à diminuer le soutien à la guerre, il tourne court avec l'accession à l'indépendance des pays de l'Indochine et le climat politique et social qui s'ensuit, peu propice aux débats sur la période coloniale.

## Le trafic (1948-1953)
La piastre indochinoise est l’unité monétaire de l’Indochine française, fabriquée sous l'autorité de la Banque de l'Indochine. Son cours est administrativement lié au franc français suivant une parité fixe, à la façon du franc CFP ou du franc CFA.
Le taux de change pour les transferts Indochine-France est fixé à 17 francs en 1945, alors que sa valeur sur les marchés asiatiques est de 10 francs ou moins. Pour bénéficier de ce taux avantageux et subventionné, il fallait transférer en France les piastres achetées aux cours locaux, justifier le transfert et obtenir l’aval de l’Office indochinois des changes (OIC). La différence, payée par le Trésor (donc le contribuable français), s’éleve à environ 8,50 francs selon Jacques Despuech, auteur du premier livre sur l’affaire en 1953 et journaliste de La Nation française (1955-1967), un hebdomadaire royaliste. La situation troublée de l’époque ne facilitant pas les contrôles de l’OIC, un trafic par le biais d'importations fictives ou de médiocre valeur, fausses factures ou surfacturations, impliquant Français et Vietnamiens, se met en place à partir de 1948.

## Révélation et fin
L’affaire est mise au jour en 1950, mais ne suscite qu’un intérêt limité chez les parlementaires, jusqu’en 1952-1953 quand on se rend compte que le Viet Minh en profite également pour se fournir en armes.
François-Jean Armorin, journaliste et correspondant de guerre, se rend sur place pour enquêter et a identifié Mathieu Franchini, parrain du milieu corse, comme foyer du trafic. Armorin a disparu en mer dans la double catastrophe des DC-4 d'Air France en juin 1950 lors de son vol retour de Saïgon pour Paris. Le quotidien Franc-Tireur avec qui il collabore pour cette enquête publie ses articles, ainsi que ceux du journaliste Trèno, du Canard enchaîné, accusant Mathieu Franchini d'être à l'origine du crash,,. Mais l'enquête ne trouve aucun élément matériel corroborant cette affirmation et conclut qu'il s'est probablement agi d'une erreur de pilotage, lors de l'atterrissage à Bahreïn effectué dans de mauvaises conditions météorologiques. Henri Maux, inspecteur général des travaux publics et spécialiste des questions d'outre-mer du gouvernement, décède aussi sur ce même vol.
D'un autre côté, la dévaluation de la piastre aurait aussi entamé les disponibilités des soldats du corps expéditionnaire qui se battent sur place et qui peuvent par transfert de fonds reconstituer un capital pour eux et leur famille. Donc les militaires y sont opposés et les gouvernements successifs n'osent pas y toucher pour ne pas porter atteinte au moral des troupes,.
Le tumulte causé par ces révélations contraint le gouvernement français à réduire la parité de la piastre de 17 à 10 francs mettant un terme au trafic.
Selon Bernard B. Fall, ce trafic est l’une des sources de profit dans le cadre d’une colonisation dont le bilan général se révèle très négatif pour le budget national français.
Les archives militaires, auxquelles l'accès a enfin été rendu possible, évoquées dans son documentaire par Fabien Béziat, révèlent qu'outre les opportunistes et le Việt Minh communiste, le grand banditisme ainsi que le R.P.F. du général de Gaulle profitèrent largement de ce financement occulte.
Les accords de Genève mettant fin à l'Indochine française mettent un point final à l'affaire en juillet 1954.

## Dans les arts et la culture populaire

### Poésie
Sensibilisé à la guerre d'Indochine, Jacques Prévert, publia pour la première fois son poème, « Prévert pose une question » dans le livre de 300 pages que Jean-Paul Sartre a consacré en 1953 à l'affaire Henri Martin, devenu ensuite « Entendez-vous, gens du Vietnam, repris dans son recueil "La pluie et le beau temps" en 1955. Il y fait allusion à l'Affaire des piastres:

« dans de merveilleux décors
tombaient les pauvres figurants de la mort
Seuls les gens du trafic des piastres
criaient bis et applaudissaient »

### Filmographie

#### Cinéma
- 1957 : Mort en fraude réalisé par Marcel Camus d'après  le  roman  de Jean Hougron paru en 1953;

#### Télévision

##### Documentaire
- 2022 : Indochine, mort pour la piastre, réalisé par Fabien Béziat[8].

### Littérature

#### Roman
Il est fait allusion à l'affaire des piastres dans Le Grand Monde (2022) de Pierre Lemaitre.
Il en est également fait mention dans  À tue... et à toi de la série San Antonio écrite par Frédéric Dard, paru aux éditions Fleuve Noir en 1956 et réédité par après.

#### Bande dessinée
Enfin, Jean-Charles Kraehn et Patrick Jusseaume évoquent cette affaire dans le tome 9 de Tramp, intitulé Le trésor du Tonkin, au début de l'album dans une conversation entre deux protagonistes.

### Émission sur le sujet
Affaires sensibles du 7 novembre 2022 : https://www.radiofrance.fr/franceinter/podcasts/affaires-sensibles/affaires-sensibles-du-lundi-07-novembre-2022-8157253.